# David Arellano
Pour les articles homonymes, voir Arellano (homonymie).
David Alfonso Arellano Moraga (né le 29 juillet 1902 à Santiago du Chili et mort le 3 mai 1927 à Valladolid) était un footballeur chilien des années 1920. Il est considéré comme l'un des membres fondateurs du club de Colo-Colo en 1925.

## Biographie
En tant qu'attaquant, David Arellano fut international chilien à 6 reprises (1924-1926) pour 8 buts. 
Il participa à la Copa América 1924, où il inscrivit le seul but du Chili dans ce tournoi, contre le Paraguay (1-3).
Il participa aussi à la Copa América 1926. Durant ce tournoi, il termina meilleur buteur avec 7 buts (quatre contre la Bolivie et trois contre le Paraguay).
Il joua dans deux clubs chiliens (Club Deportivo Magallanes et Colo Colo), ne remportant aucun titre. Colo-Colo a été créé le 19 avril 1925 par un groupe de jeunes joueurs de Magallanes, sous la conduite de David Arellano.
Le 3 mai 1927 à Valladolid (Espagne), alors que l'équipe de Colo-Colo fit une tournée en Espagne, David Arellano souffrit d'une péritonite (inflammation du péritoine), à la suite d'un choc avec un autre joueur dans un match. Amené rapidement dans la clinique la plus proche, il décédera peu après. En sa mémoire, le club a renommé le stade « Estadio Monumental David Arellano ».

## Clubs
- 1919-1925 :  Club Deportivo Magallanes
- 1925-1927 :  Colo Colo